# Edward Digby (9. baron Digby)
Edward St. Vincent Digby (ur. 21 czerwca 1809, zm. 16 października 1889) – brytyjski arystokrata, najstarszy syn admirała Henry’ego Digby i Jane Coke, córki 1. hrabiego Leicester. Po śmierci swojego kuzyna, lorda Digby, odziedziczył tytuł 9. barona Digby w parostwie Irlandii i 3. barona Digby w parostwie Wielkiej Brytanii. Z tego tytułu zasiadł w Izbie Lordów.
27 czerwca 1837 r. poślubił lady Theresę Annę Marię Fox-Strangways (1814-1874), córkę Henry’ego Fox-Strangwaysa, 3. hrabiego Ilchester, i Caroline Murray, córki lorda George’a Murraya. Edward i Theresa mieli razem czterech synów i trzy córki:
- Mary-Theresa Digby (zm. 1896)
- Victoria Alexandrina Digby (ok. 1843-1917)
- Leonora Caroline Digby (1844-1930), żona Alexandra Baringa, 4. barona Ashburton, miała dzieci
- Edward Henry Trafalgar Digby (1846-1920), 10. baron Digby
- Almarus Kenelm Digby (1850-1886)
- pułkownik Everard Charles Digby (1852-1915), ożenił się z lady Emily FitzMaurice, miał dzieci
- kapitan Gerald FitzMaurice Digby (1858-1942), ożenił się z lady Lilian Liddell, miał dzieci